# Nile House
Kancelářská budova Nile House je součástí projektu River City Praha na Rohanském ostrově v Praze 8 – Karlíně a je po Danube House druhou dokončenou budovou tohoto projektu. Své jméno dostala podle řeky Nil (Nile) a představuje ojedinělý projekt nízkoenergetické budovy. Stavba začala v únoru 2004 a budova byla slavnostně otevřena v lednu 2006. S budovami Danube House, Amazon Court a River Diamond je propojena unikátním tunelem, který slouží jako podzemní komunikace k dopravní obsluze a logistice pro zmíněné budovy. S jeho využitím se počítá i pro další stavby v rámci projektu River City Prague, kterými budou 2 rezidenční budovy a hotel.
Společnost Europolis klade velký důraz na začlenění celého projektu do okolí. Jeho veřejný venkovní prostor proto využívá k pořádání kulturních akcí a výstav. V rámci svých CSR aktivit pořádá pro veřejnost Letní kino River City Prague, které je pro návštěvníky zdarma a u Pražanů si získalo velkou oblibu.
V současnosti je Nile House součástí business parku Riverside Karlín spolu s budovami Danube House, Mississippi House, Missouri Park a Amazon Court, které patří do portfolia CA Immo.

## Architektura
Na podobě projektu Nile House pracoval,stejně jako u první budovy River City Prague, Danube House, v součinnosti se studiem KPF – francouzský architektonický ateliér RFR. Autor studie Jean Le Lay se však snažil o odlišení obou sousedících objektů. Projekt Nile House skloubil využití elementárních přírodních sil jako je slunce a voda a kvalitních materiálů s co nejmenšími tepelnými ztrátami a nebo naopak s vysokou akumulací tepla.
Nile House je postaven ze zelené brazilské žuly doplněné skleněnými prvky a má v nadzemní části celkem 17 600 m² prostor k pronajmutí. Dominantním prvkem atria budovy je točité schodiště, které propojuje výtahové podesty a vnáší do jeho prostoru dynamický prvek, jenž kontrastuje s přímými liniemi struktury atria. Konstrukce schodiště je založena na principu lomenice poskládaného ocelového plátu. Jsou zde umístěny prosklené výtahy, schodiště a lávky, které zároveň rozvádí vzduch a posilují tak přirozený komínový efekt větrání dvouúrovňového atria.

## Technická specifikace
Kancelářské prostory: 17,600 m2
Komerční prostory (restaurace, obchody, kavárny): 1,700 m2
Systém klimatizace: Systém zaplavovacího větrání umožňuje výměnu vzduchu v kancelářských prostorách několikanásobně častěji než u běžných budov (v případě Nile House 4krát za hodinu). Tak je dosaženo vyššího komfortu vnitřního klimatu a příjemnějšího pracovního prostředí pro zaměstnance a zároveň se účinně snižuje riziko „Syndromu nemocných budov“.
Architektonická kancelář: Kohn Pedersen Fox Associates/ATREA
Developer: společnost Europolis Real Estate Asset Management

## Ocenění
- TOP INVEST, 2006
- The best of Realty - 1.cena v kategorii “Nové administrativní projekty“ r. 2005[3]
- Nejlepší kancelářská výstavba, Construction & Investment Journal Awards 2005
- CEE Building Design of the Year 2005 soutěže Central & Eastern European Real Estate Quality Awards, 2005